# NGC 5772
NGC 5772 este o hi (21cm) source⁠(d) situată în constelația Boarul. A fost descoperită în 12 mai 1828 de către John Herschel. Se află la o distanță de 73,44 de megaparseci de Pământ.